# Jane's Fighting Ships

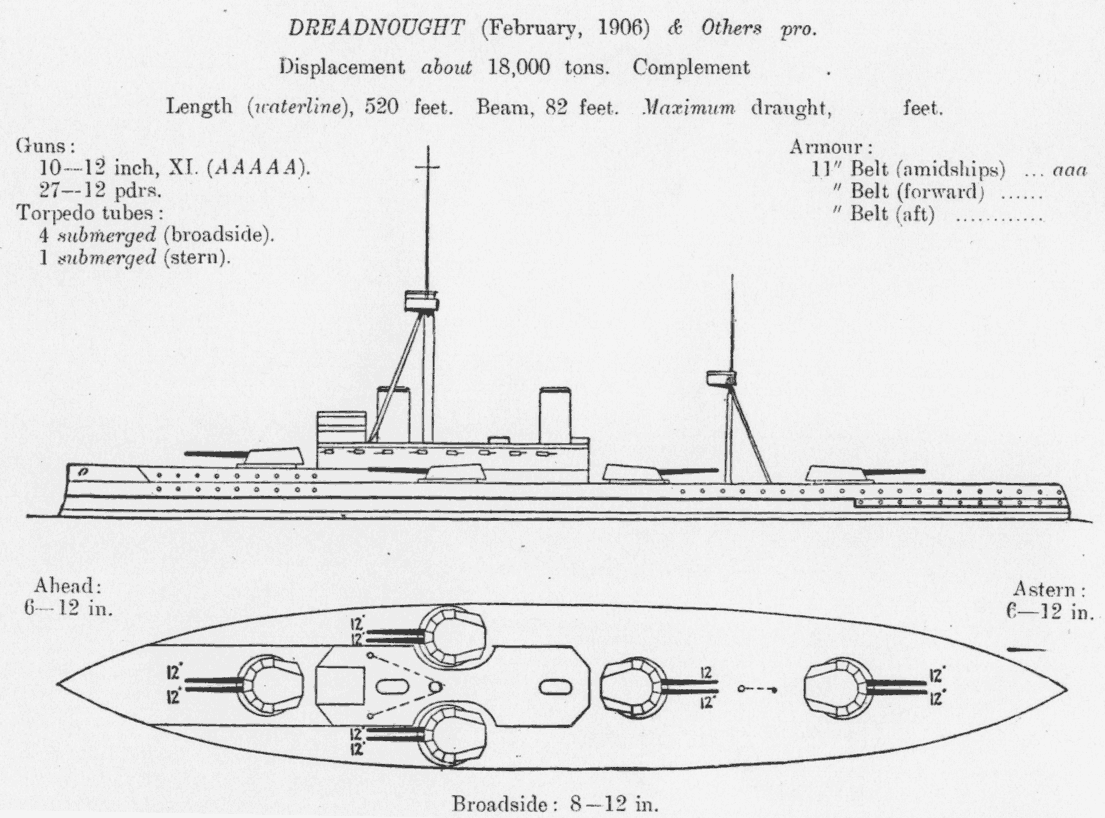
Діаграми HMS Дредноут з видань 1906—1907 років

Jane's Fighting Ships (дослівно «Бойові кораблі Джейна») — довідник, який видається з 1898 року і містить інформацію щодо усіх військових кораблів світу, впорядковану за країнами. Довідник містить назви кораблів, їх розміри, озброєння, силуети та фотографії і тому подібне. Його щорічні видання охоплюють військові кораблі, які використовуються різними національними військово-морськими силами і напіввійськовими формуваннями, а також надає дані про їх характеристики. На початку 2000-х довідники були опубліковані онлайн, а також на компакт-дисках та мікрофільмах.
Початково він був виданий Джоном Фредеріком Томасом Джейном (більш відомий, як «Фред Т.» — англ. "Fred T.") у Лондоні в 1898 році як Jane's All the World's Fighting Ships, з метою допомогти громадськості в іграх у морські варгейми. Успіх цієї публікації запустив цілу низку військових видань, що носить ім'я «Jane's». Зараз цим займається підрозділ у складі Jane's Information Group, якою тепер володіє Montagu Private Equity

## Перелік оригінальних видань
Нижче наведено перелік основних робіт, які були опубліковані у форматі оригінального твору Джейна 1898 року:
| Назва                                 | Редактор                             | Видавництво                                            | ISBN          | Рік  |
| ------------------------------------- | ------------------------------------ | ------------------------------------------------------ | ------------- | ---- |
| All the World's Fighting Ships        | Jane, Fred T                         | Little, Brown and Co                                   |               | 1898 |
| Jane's Fighting Ships 1922            | Parkes, Oscar                        | Sampson, Low, Marston and Co, London                   |               | 1922 |
| Jane's Fighting Ships 1924            | Parkes, Oscar and McMurtrie, Francis | Sampson, Low, Marston and Co, London                   |               | 1924 |
| Jane's Fighting Ships 1941            | McMurtrie, Francis E.                | Sampson, Low, Marston and Co, London                   |               | 1942 |
| Jane's Fighting Ships 1943–44         | McMurtrie, Francis E.                | Sampson, Low, Marston and Co, London                   |               | 1944 |
| Jane's Fighting Ships 1949–50         | Blackman, Raymond                    | McGraw-Hill Book Company Inc., New York                |               | 1949 |
| Jane's Fighting Ships 1952–53         | Blackman, Raymond                    | McGaw Hill, Canada and Samson, Low, Marston Co, London |               | 1952 |
| Jane's Fighting Ships 1954–55         | Blackman, Raymond                    | McGraw Hill Canada                                     |               | 1955 |
| Jane's Fighting Ships 1956–57         | Blackman, Raymond                    | Jane's Fighting Ships Publishing Co                    |               | 1957 |
| Jane's Fighting Ships 1958–59         | Blackman, Raymond                    | McGraw Hill Canada                                     |               | 1959 |
| Jane's Fighting Ships 1970–71         | Blackman, Raymond                    | McGraw-Hill Book Company, New York                     | 07-032205-8   | 1970 |
| Jane's Fighting Ships 1973–74         | Moore, Capt. John                    | McGraw Hill Canada                                     | 07-032020-9   | 1974 |
| Jane's Fighting Ships 1974–75         | Moore, Capt. John                    | Franklin Watts Inc, NY                                 | 0-531-02743-0 | 1975 |
| Jane's Fighting Ships 1979–80         | Moore, Capt.                         | John Franklin Watts Inc, NY                            | 0-531-03913-7 | 1980 |
| Jane's Fighting Ships 1983–84         | Moore, Capt. John                    | Jane's Year Books                                      | 0-7106-0774-1 | 1984 |
| Jane's Fighting Ships of World War II | Preston, Antony                      | Jane's Publishing Company                              | 1-851-70494-9 | 1989 |
| Jane's Fighting Ships 1991–92         | Sharpe, Capt. Richard                | Jane's Information Group                               | 0-7106-1254-0 | 1991 |
| Jane's Fighting Ships 1992–93         | Sharpe, Capt. Richard RN             | Jane's Data Division                                   | 0-7106-0983-3 | 1993 |
| Jane's Fighting Ships 1995–96         | Sharpe, Capt. Richard                | Jane's Information Group Limited                       | 0-7106-1254-0 | 1995 |

Видання Джейна 1898, 1905, 1906, 1914, 1919, 1924, 1931, 1939 і 1944 років були перевидані у вигляді передруку факсиміле видавництвом Arco Publishing у 1969 році.

## Зовнішні посилання
- Defence & Security Intelligence & Analysis. IHS Jane's 360. Архів оригіналу за 28 лютого 2007. Процитовано 9 грудня 2016.